# Jordi San José i Buenaventura
Jordi San José i Buenaventura (Sant Feliu de Llobregat, 10 de juliol de 1957) va ser alcalde de Sant Feliu de Llobregat. Va ser elegit a les eleccions municipals de 2011 representant el partit d'Iniciativa per Catalunya Verds - Esquerra Unida i Alternativa. Com que no havia assolit la majoria absoluta, va necessitar els vots de CiU per entrar a l'alcaldia, amb qui governa en coalició. D'aquesta manera, ICV-EUiA va recuperar una alcaldia històrica i la segona més important per al partit.